# Rödstjärtar
Rödstjärtar (Phoenicurus) är ett släkte med tättingar i familjen flugsnappare som återfinns i Europa och Asien. Tidigare fördes rödstjärtarna liksom flera andra små trastlika fåglar som näktergalar, stenskvättor och buskskvättor till familjen trastar, men dessa har efter DNA-studier visat sig vara närmare släkt med flugsnappare. Rödstjärtarna är insektsätare som födosöker på marken och de allra flesta arter i släktet har just röd stjärt. Numera inkluderas tre arter som tidigare placerades i släktena Chaimarrornis och Rhyacornis i Phoenicurus.

## Arter i släktet
Enligt AviList:
- Altajrödstjärt (Phoenicurus erythronotus)
- Alashanrödstjärt (Phoenicurus alaschanicus)
- Blåstrupig rödstjärt (Phoenicurus frontalis)
- Blåhätta (Phoenicurus coeruleocephala)
- Vitstrupig rödstjärt (Phoenicurus schisticeps)
- Strömrödstjärt (Phoenicurus leucocephalus) – fördes tidigare till Chaimarrornis
- Luzonrödstjärt (Phoenicurus bicolor) – fördes tidigare till Rhyacornis
- Forsrödstjärt (Phoenicurus fuliginosus) – fördes tidigare till Rhyacornis
- Svartryggig rödstjärt (Phoenicurus auroreus)
- Kinesisk rödstjärt (Phoenicurus hodgsoni)
- Bergrödstjärt (Phoenicurus erythrogastrus)
- Svart rödstjärt (Phoenicurus ochruros)
- Diademrödstjärt (Phoenicurus moussieri)
- Rödstjärt (Phoenicurus phoenicurus)